# Joseph Gualter
Joseph Gualter (1921 – 12 april 2012) was een Frans oorlogsvrijwilliger en gaullist.

## Levensloop
Op 10 november 1942 verlaat Gualter Frankrijk. Amerikaanse troepen zijn dan net in Noord-Afrika geland, de Duitsers zijn het vrije deel van Frankrijk nog niet binnengetrokken. Hij klimt de Pyreneeën over via de Port de Salau (2085m) en bereikt Spanje. Daar wordt hij op 13 november gearresteerd. Na een verblijf in de gevangenis van Lerida wordt hij overgeplaatst naar concentratiekamp in Miranda del Ebro. Hij wordt op 27 juni 1943 vrijgelaten. Hij reist via Portugal naar Casablanca, waar hij zich op 30 juni als vrijwilliger aansluit bij het Franse leger. Na een intensieve training komt hij bij het 3ème Régiment de Spahis Marocain (RSM). Op 16 november 1943 scheept het regiment zich in de haven van Oran in. Op 22 november gaat het regiment, dat nu deel uitmaakt van het Franse Expeditiekorps (French Expeditionary Corps, FEC) ten zuiden van Napels aan wal. Zijn commandant is generaal Alphonse Juin.
Na de Slag om Monte Cassino trekt RSM naar Siena en Florence, waardoor de weg naar Rome vrij is. Ruim 30% van de manschappen overleeft deze veldtocht niet. Het RSM hergroepeert zich in Zuid-Italië en gaat op 19 augustus 1944 naar Fréjus om Frankrijk te bevrijden. Op 31 maart steekt hij de Rijn over. Bij Stuttgart raakt hij zwaar gewond. Hij keert terug naar het civiele leven waarbij hij zich richt op herdenkingen aan de oorlog.
Gaultier was medeoprichter en van 1993 tot 1998 voorzitter van de Chemin de la Liberté. In 1994 werd de Chemin geopend ter herinnering aan allen die tijdens de Tweede Wereldoorlog via deze route de Pyreneeën overtrokken. Dit wordt nu jaarlijks herdacht.

## Onderscheidingen
- Croix de Guerre met bronzen ster
- Croix de Guerre met bronzen palm
- Médaille militaire
- Kruis voor Oorlogsvrijwilligers
- Médaille des évadés
- Croix du combattant volontaire de la résistance
- Médaille des services volontaires dans la France Libre.